# ألكوليا ديل بينار
بلدية القُليعة في بينار (بالإسبانية: Alcolea del Pinar) هي بلدية تقع في مقاطعة غوادالاخارا التابعة لمنطقة كاستيا لا مانتشا وسط إسبانيا.

## الديموغرافيا
بلغ عدد سكان بلدية القُليعة ديل بينار 407 نسمة عام 2011 (وفقاً للمعهد الوطني الإسباني للإحصاء).
| 478 | 409 | 363 | 406 | 407 |